# Sola (manga)
Pour les articles homonymes, voir Sola.
Sola est un manga de Naoki Hisaya adapté en une série d'animation produit par le studio Nomad. Le 1er épisode a été diffusé le 8 avril 2007. Sola veut dire le ciel en japonais.

## Synopsis
Yorito Morimiya a pour passion les photographies du ciel, à tel point qu'il va jusqu'à se lever à 4 heures du matin pour prendre des photos du soleil levant.
C'est là qu'il rencontre Matsuri Shihô, une étrange jeune fille qui tente en vain de récupérer une cannette bloquée dans un distributeur. Yorito décide de lui donner un coup de main, mais quand il parvient enfin à récupérer la boisson, la jeune fille a mystérieusement disparu.
Yorito va rapidement découvrir que Matsuri n'est pas humaine et que quelqu'un la poursuit pour la tuer…

## Liste des personnages principaux
Yorito Morimiya (森宮依人, Morimiya Yorito)
Doublé par : Nobuhiko Okamoto
Yorito est un lycéen passionné par le ciel qui passe tout son temps libre à le photographier. Il rencontre Matsuri dès le début de la série et découvre rapidement qu'elle n'est pas humaine et qu'elle est poursuivie par un homme cherchant à la tuer. Apprenant qu'elle n'a jamais vu le ciel de jour, il décide de tout faire pour qu'elle puisse un jour en voir un.
Matsuri Shihō (四方茉莉, Shihō Matsuri)
Doublé par : Mamiko Noto
Matsuri est une étrange jeune fille car elle n'est pas humaine. C'est un "Fléau de la nuit" (夜の災い, Yoru no Wazawai), autrement dit, une Yaka. Elle a le pouvoir de faire rouiller/vieillir tout ce quelle touche (métal, peau, etc). Elle vit depuis des centaines d'années et a été pourchassée maintes fois. Elle ne peut pas s'exposer directement à la lumière solaire sans subir de graves blessures. Elle manque un peu de sens commun et fait tomber en panne les appareils ménagers de Yorito à force de taper dessus pour les faire fonctionner. Elle croit qu'un simple coup répare n'importe quel objet.
Aono Morimiya (森宮蒼乃, Morimiya Aono)
Doublée par : Mai Nakahara
Aono est la grande sœur de Yorito. Elle est malade depuis sa naissance et est hospitalisée. Elle semble très froide et elle est toujours agacée par son frère qui lui rapporte une poupée différente chaque fois qu'il vient la voir,bien que cela lui fasse secrètement plaisir. Elle fait de l'origami avec Koyori, la sœur cadette de Mana,présente à l'hôpital. Aono se révèle être une Yaka de même. Elle a le pouvoir de contrôler le papier en tant qu'arme.
Mana Ishizuki
C'est une amie de Yorito, qui veille beaucoup sur lui. Elle le raisonne souvent et vient régulièrement chez lui pour cuisiner. Elle est la grande sœur de Koyori. Elle ne saura l'existence de Matsuri qu'un moment après sa venue.
Koyori Ishizuki
Elle est la sœur cadette de Mana et la grande amie d'Aono,qu'elle admire pour ses origamis. C'est elle qui tient compagnie à Aono la journée,à l'hôpital. Malheureusement,elle quittera l'hôpital,mais ira beaucoup voir Aono.